# 颱風派比安 (2012年)
颱風派比安（英語：Typhoon Prapiroon，國際編號：1221，聯合颱風警報中心：WP222012，菲律賓大氣地球物理和天文管理局：Nina）為2012年太平洋颱風季第二十一個被命名的風暴。「派比安」（พระพิรุณ）一名由泰國提供，意思是雨神。

## 發展過程
2012年10月4日下午，一熱帶擾動在關島西北約150海里的海面上形成。
10月5日上午9時25分，日本氣象廳將一低壓區升格為熱帶低氣壓，並同時發出烈風警報。同日下午2時聯合颱風警報中心評為MEDIUM。
10月7日上午1時30分，聯合颱風警報中心發布熱帶氣旋形成警報。下午9時05分，日本氣象廳升格為熱帶風暴，隨後下午11時，聯合颱風警報中心升格為熱帶低氣壓。
10月8日上午5時，聯合颱風警報中心升格為熱帶風暴。上午8時45分，日本氣象廳升格為強烈熱帶風暴。
10月9日上午2時45分，日本氣象廳升格為颱風。上午11時，聯合颱風警報中心升格為颱風。
10月10日上午8時，香港天文台將它升格為強颱風。
10月16日上午8時，日本氣象廳降格為強烈熱帶風暴。同日下午5時，聯合颱風警報中心降格為熱帶風暴。
10月19日上午8時，聯合颱風警報中心發出最後警報，指派比安將轉化為溫帶氣旋。同日下午8時45分，日本氣象廳表示派比安已轉化為溫帶氣旋。

## 影響

### 日本
派比安的烈風圈在10月15日日間開始影響日本沖繩縣。暴風圈在10月17日日間開始影響沖繩島，日本時間17日16時13分至18日3時53分沖繩氣象台發布暴風警報，暴風影響沖繩島及久米島。南大東島氣象台在日本時間17日19時25分至18日10時15分發布暴風警報，派比安在18日3時半左右最接近南大東島，南大東島在3時36分錄得最低氣壓984.4百帕斯卡（29.07英寸汞柱）。3時在南大東島以西70（43英里）海面上向東北方近海掠過。
受派比安影響，來往沖繩縣各島嶼的渡輪停航，受渡輪停航影響，原定於10月21日舉行的第25屆伊是名88公里鐵人三項大賽由於參賽選手及工作人員難於抵達伊是名島準備賽事而取消大賽。受颱風長期徘徊海上影響，與論島由10月7日起持續大浪，原定於10月11日到達的油輪受派比安引起的大浪影響而不能進港，鹿兒島縣的與論島上的汽油於10月15日全部售完，油輪可能要到10月20日才能出發，在此期間島上的車輛無法加油。先前受颱風三巴及颱風杰拉華吹襲造成大量房屋倒塌或損壞，而這些瓦礫的清理亦因回收船無法靠岸而囤積，以及島上新鮮食品供應短缺。沖繩縣宮古島的多間良村亦因大浪一星期無船駛入，蔬菜、魚、奶製品等新鮮食品短缺。

## 外部連結
- （日語）http://www.jma.go.jp/ （页面存档备份，存于） 日本氣象廳首頁
- （英文）http://www.usno.navy.mil/JTWC/ （页面存档备份，存于） 聯合颱風警報中心首頁
- （简体中文）https://web.archive.org/web/20120928121548/http://www.nmc.gov.cn/ 中央氣象台首頁
- （繁體中文）http://www.cwb.gov.tw/ （页面存档备份，存于） 中央氣象局首頁
- （繁體中文）http://www.hko.gov.hk/ （页面存档备份，存于） 香港天文台首頁
- （繁體中文）http://www.smg.gov.mo/ （页面存档备份，存于） 澳門地球物理暨氣象局首頁

| 前任 2006年 | 太平洋颱風季名稱 派比安 Prapiroon | 繼任 2018年 |